# Zygostates obliqua
Zygostates obliqua är en orkidéart som först beskrevs av Ludwig Schnee, och fick sitt nu gällande namn av Antonio Luiz Vieira Toscano. Zygostates obliqua ingår i släktet Zygostates och familjen orkidéer. Inga underarter finns listade i Catalogue of Life.